# C4H3BrS
化学式C4H3BrS（摩尔质量：163.04 g/mol）可以指：
- 2-溴噻吩，CAS号：1003-09-4
- 3-溴噻吩，CAS号：872-31-1

|  | 这个同类索引页列出了具有相同分子式的化学物（即同分異構體）条目。 除非您是有意链接至本页，否则应将相应条目的内部链接指向正确的条目。 |